# كريستيان فوجنر
كريستيان فوجنر (بالنرويجية البوكمول: Kristian Fougner)‏ هو مقاوم ومهندس نرويجي، ولد في 21 أبريل 1919 في هالدن في النرويج، وتوفي في 30 أغسطس 2012 في أوسلو في النرويج.